# Didn’t It Rain
Didn’t It Rain — второй студийный альбом британского музыканта и актёра Хью Лори (предыдущий альбом Let Them Talk был выпущен в 2011 году).
Альбом записан на студии Ocean Way Studio в Лос-Анджелесе и содержит несколько блюзовых песен, а также композиции в стиле R'n'B, джаз и танго. 
Официальный релиз альбома состоялся 6 мая 2013 года.

## Об альбоме
Как и в первом альбоме, Лори играет на фортепиано и гитаре, часто исполняет вокальные партии. В записи принимали участие Jay Bellerose (ударные, перкуссия), Kevin Breit (гитары, мандолина, банджо, бэк-вокал), Vincent Henry (саксофон, кларнет, гармоника, вокал), Greg Leisz (гитары, мандолина), David Piltch (бас-гитары). Среди приглашённых музыкантов Gaby Moreno (вокал «Kiss Of Fire», «The Weed Smoker’s Dream»; бэк-вокал) и Henry Saint Clair Fredericks Taj Mahal (вокал «Vicksburg Blues»).
Концертный тур в поддержку альбома стартовал 31 мая 2013 и охватил 8 городов Великобритании и 15 европейских городов, среди которых Минск, Москва, Варшава, Берлин, Париж, Вена и другие.

## Список композиций
| №   | Название                        | Длительность |
| --- | ------------------------------- | ------------ |
| 1.  | «The St. Louis Blues»           | 4:21         |
| 2.  | «Junkers Blues»                 | 2:55         |
| 3.  | «Kiss of Fire»                  | 3:27         |
| 4.  | «Vicksburg Blues»               | 4:28         |
| 5.  | «The Weed Smoker’s Dream»       | 4:17         |
| 6.  | «Wild Honey»                    | 4:20         |
| 7.  | «Send Me to the ’Lectric Chair» | 5:26         |
| 8.  | «Evenin’»                       | 3:03         |
| 9.  | «Didn’t It Rain»                | 2:52         |
| 10. | «Careless Love»                 | 5:21         |
| 11. | «One for My Baby»               | 4:00         |
| 12. | «I Hate a Man Like You»         | 4:17         |
| 13. | «Changes»                       | 3:58         |

Бонус-трек на iTunes
| №   | Название           | Длительность |
| --- | ------------------ | ------------ |
| 14. | «Unchain My Heart» | 3:41         |

Limited Edition Book pack
Диск 2
| №  | Название           | Длительность |
| -- | ------------------ | ------------ |
| 1. | «Day & Night»      | 3:07         |
| 2. | «Junco Partner»    | 4:21         |
| 3. | «Louisiana Blues»  | 3:24         |
| 4. | «Staggerlee»       | 3:47         |
| 5. | «Unchain My Heart» | 3:41         |